# Harvey Kurtzman
Harvey Kurtzman (* 3. Oktober 1924 in New York City; † 21. Februar 1993 in Mount Vernon, New York) war US-amerikanischer Cartoonist und Comiczeichner. 1952 gründete er die Zeitschrift Mad.
Kurtzman zeichnete außerdem (zusammen mit Will Elder) von 1962 bis 1988 die Little Annie Fanny-Strips für den amerikanischen Playboy, die Frauenbild und Aufmachung der Zeitschrift parodierten. Weil Mad die Populärkultur stark beeinflusste, wurde Kurtzman von der New York Times als „eine der wichtigsten Personen Amerikas nach dem Krieg bezeichnet“.

## Die frühen Jahre
Als Kind zeichnete Kurtzman den Comicstrip „Ikey and Mikey“ mit Kreide auf dem Bürgersteig. 1939 gewann er einen Wettbewerb der Zeitschrift Tip Top Comics: die Veröffentlichung einer Zeichnung und einen Dollar. Mit 18 Jahren ging er 1942 in die Comicbranche. Einer seiner ersten Jobs bestand darin, schwarze Flächen einzufärben. 
Doch schon bald wurden seine ersten eigenen Arbeiten veröffentlicht: Ab 1946 zeichnete er für Stan Lees Timely Comics drei Jahre lang den humoristischen Einseiter Hey Look!. Kurtzman signierte damals oft mit „H. Kurtz“ und einem Strichmännchen: H. Kurtz-Man.
1949 fand Kurtzman seinen Platz bei Bill Gaines EC Comics, wo er die Kriegsreihen Frontline Combat und Two-Fisted Tales redigierte. Er war für seine Detailversessenheit bekannt und dafür, Auftragszeichnern komplette Layouts für die einzelnen Seiten vorzugeben und darauf zu bestehen, dass sie auch eingehalten wurden. 
Kurtzmans Entdeckung seiner eigenen Fähigkeiten ebnete dann den Weg für Mad. Die Zeitschrift verdankt ihre Existenz einer Beschwerde von Kurtzman bei Gaines darüber beschwerte, dass zwei EC-Redakteure (Kurtzman selbst und Al Feldstein) unterschiedlich bezahlt wurden. Gaines legte dar, dass Feldstein mehr Hefte produzierte und dazu noch schneller. Schließlich kamen sie überein, dass Kurtzmans Gehalt erhöht würde, wenn er eine komische Zeitschrift auf die Beine stellen könne. Das erste Mad erschien.
Vier Jahre später, als die Comics von EC gerade Absatzschwierigkeiten hatten, bekam Kurtzman das Angebot, in die Redaktion der Zeitschrift Pageant zu wechseln. Gaines schlug vor, Mad von einem 10-Cent-Heftchen in eine 25-Cent-Zeitschrift zu verwandeln, und Kurtzman blieb bei EC, da er lieber sein eigenes Heft behalten wollte. Obwohl es Gaines wohl vor allem um Kurtzmans Verbleib ging, beförderte diese Aufwertung Mad aus dem Bannkreis der Comics Code Authority und deren Zensurvorgaben; und sicherte der Zeitschrift gleichzeitig das Überleben.
Kurtzman steuerte die Geschicke der Zeitschrift zwar nur für genau 23 Ausgaben, aber lange genug, um Alfred E. Neuman einzuführen, das Maskottchen der Zeitschrift. Neuman tauchte in einem der frühen Comichefte auf.
In den 1950er Jahren schrieb Kurtzman auch für die wieder aufgelegten Flash-Gordon-Comicstrips. Ironischerweise waren diese Zeitungs-Strips eines von vielen Zielen von Mad: 1954 erschien dort die Parodie „Flesh Garden!“ (illustriert von Wally Wood).

## Abschied vonMad
Als 1957 die Mad-Verkäufe stiegen und EC seine anderen Titel eingestellt hatte, verlangte Kurtzman 51 Prozent Anteil an Gaines Geschäften. Gaines aber sperrte sich und ersetzte Kurtzmans Redaktionsstelle kurzerhand durch Al Feldstein. Der Zwischenfall führte in der Leserschaft immer wieder zu Kontroversen: Die einen behaupten, das Magazin habe unter Kurtzman seinen Höhepunkt erreicht und danach nie wieder zu seiner alten Form zurückgefunden, sondern sei in vorhersehbare Formelhaftigkeit gerutscht. Andere Stimmen halten dagegen, Kurtzmans eigene formelhafte Haltung hätte die Gunst der Leser in noch viel kürzerer Zeit verspielt, hätte er nicht so früh und unerwartet gehen müssen. Als Kurtzman und Feldstein zur selben Zeit komische Comics produzierten (Feldstein redigiert ECs andere Humorzeitschrift Panic), waren die Qualitätsunterschiede zwischen beiden Heften groß. Deshalb hatte Feldstein bald den Ruf des Handwerkers, der das Genie ersetzt hatte. 
Es ist jedoch unbestritten, dass der Einfluss (und die Verkaufszahlen) von Mad unter Feldsteins Ägide am größten war, während Kurtzman den Zeitgeist niemals wieder so entscheidend mitprägte oder einen ähnlichen Erfolg hatte. Nichts, was Kurtzman nach Mad in Angriff nahm, hatte denselben Biss oder dieselbe Schärfe der genauen Beobachtung; Little Annie Fanny, das er mehr als 25 Jahre zeichnete, war im Vergleich dazu eher banal und klischeehaft. 
Kurtzman war auch Redakteur von Trump, das Hugh Hefner 1957 herausgab und das Kurtzmans an Mad geschulte Vorstellungen in ein Hochglanzformat umsetzte. Später war er Mitglied einer Künstlervereinigung, die aus ihm selbst, Will Elder, Jack Davis, Al Jaffee und Arnold Roth bestand und das Humbug-Magazin herausgab. Humbug ging nach 11 Ausgaben aufgrund finanzieller Schwierigkeiten ein.
Kurtzmans letzte Stelle war die Leitung der Zeitschrift Help! (1962–1966). Obwohl in dem Heft vor allem Fotografien erschienen, veröffentlichte Help! viele Künstler und Autoren zum ersten Mal, die später die Szene der Underground Comix dominieren sollten (Robert Crumb, Gilbert Shelton, Jay Lynch, Skip Williamson). Die Zeitschrift bot auch Platz für John Cleese und Terry Gilliam, die unter Kurtzman zum ersten Mal zusammenkamen, lange bevor Monty Python das Licht der Welt erblickte. Nach 26 Ausgaben musste allerdings auch Help! aufgeben.
In seinen späteren Jahren arbeitete Kurtzman weiter an Projekten und Anthologien, außerdem unterrichtete er eine Cartoon-Zeichenklasse an der New Yorker School of Visual Arts. Seit 1988 werden die Harvey Awards an herausragende Comiczeichner und -autoren verliehen.
In den letzten Jahren vor seinem Tod kehrte Kurtzman zusammen mit Will Elder noch einmal für einen kurzen Abstecher zu Mad zurück.